# Culex hortensis
Espèce
Culex hortensis est une espèce d'insectes diptères de la famille des Culicidae.

## Répartition
Cette espèce se rencontre partout en Europe (sauf Îles Britanniques, Scandinavie, Pays Baltes, Biélorussie, Ukraine et Moldavie) mais aussi en Afrique du Nord (Maroc, Algérie, Tunisie), en Turquie et en Asie de l'Ouest (entre la mer Noire et la mer Caspienne).

## Description

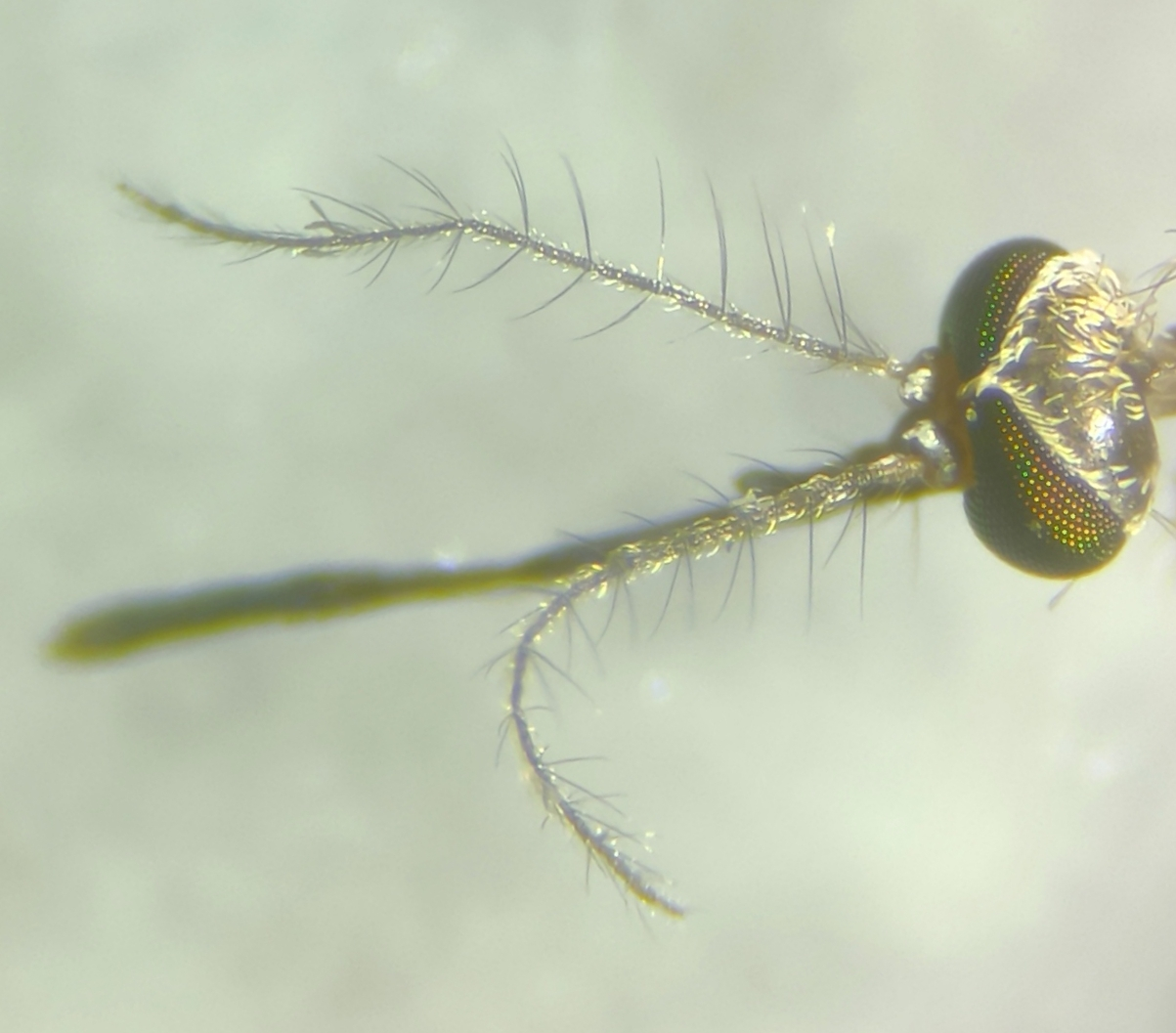
Gros plan du dessus de la tête.

La tête présente des écailles claires ou blanchâtres, particulièrement autour des yeux. Le proboscis et les palpes sont sombres avec parfois quelques écailles claires. Le thorax est également couvert d'écailles, plutôt brunâtres sur le dessus et blanchâtres sur les côtés, et présente aussi des poils sombres. L'abdomen est plutôt brunâtre, avec des bandes claires à l'extrémité des tergites. Ces bandes sont en général élargies au milieu. Les pattes sont sombres avec des écailles claires, notamment à l'extrémité des tibias postérieurs, et les ailes ont des nervures écailleuses. Les larves respirent grâce à des siphons respiratoires longs et fins, qui présentent des touffes de longs poils visibles.

### Mode de vie
Bien qu'elle soit hématophage, la femelle ne cause aucune nuisance à l'Homme car elle ne pique presque que les amphibiens. Une fois prête elle dépose des radeaux de 250 à 300 œufs à la surface de l'eau, principalement dans des gîtes artificiels (cuves, tonneaux et bidons de récupération des eaux de pluie, bassins d'ornement, abreuvoirs, fontaines, vasques…).

## Culex hortensiset l'Homme
Bien que sa préférence pour les amphibiens rende peu probable une contamination de l'Homme, des individus porteurs du virus du Nil occidental ont été capturés en 2022 près d'Hamadan (Iran).

## Liste des sous-espèces
Selon GBIF (22 juillet 2025) :
- Culex hortensis hortensis Ficalbi, 1889
- Culex hortensis maderensis Mattingly, 1955

## Systématique
Le nom valide complet (avec auteur) de ce taxon est Culex hortensis Ficalbi (d), 1889,.
Culex hortensis a pour synonymes :
- Culex lavieri Larrousse, 1925
- Maillotia pilifera Theobald, 1907

### Étymologie
L'épithète spécifique, du latin hortensis, « des jardins », lui a été donnée car les premiers spécimens ont été observés au sein de jardins botaniques à Pise, Sienne ou encore Florence.

### Publication originale
- (it) Eugenio Ficalbi, « Notizie preventive sulla zanzare italiane », Bollettino della Società entomologica italiana, Gênes, vol. 21,‎ 1889, p. 20-30 (ISSN 0373-3491, e-ISSN 2281-9282, lire en ligne, consulté le 8 juillet 2025).